# Lienert Cosemans
Lienert Cosemans (20 oktober 1993) is een Belgisch volleyballer.

## Levensloop
Cosemans is afkomstig uit Stevoort en studeerde voor handelsingenieur aan de Universiteit Hasselt.
Hij speelde achtereenvolgens bij VCK Bolderberg, Soleco Herk-de-Stad, Volley Menen, Volley Asse-Lennik, Volley Gent, VBC Waremme en Volley Haasrode Leuven. Voor het seizoen 2021-'22 keerde hij terug naar VBC Waremme. Daarnaast werd Cosemans verschillende malen geselecteerd voor de Red Dragons, het Belgisch nationaal volleybalteam.
Ook is hij actief in het beachvolleybal. In 2018 behaalde hij samen met Jens Christiaens zilver op het Belgisch kampioenschap.